# Kim Min-chul
Kim Min-chul (kor. 김 민철 ur. 4 kwietnia 1983) – południowokoreański zapaśnik w stylu klasycznym. Olimpijczyk z Pekinu 2008, gdzie zajął piętnaste miejsce w kategorii 66 kg.
Dwukrotny uczestnik mistrzostw świata, srebrny medal w 2005. Złoto na igrzyskach azjatyckich w 2006. Mistrz Azji w 2008, srebro w 2011 roku.